# Csáji Attila
Csáji Attila (Szepsi, 1939. március 21. – Budapest, 2025. január 16. ) Munkácsy Mihály-díjas festőművész, grafikus, fényművész, holográfus, érdemes és kiváló művész. A Magyar Művészeti Akadémia rendes tagja, 2011–2014 között alelnöke.

## Életrajza
Felvidéki származású. Családját a II. világháborút követően Kassáról telepítették át Budapestre. Gyermekkorában Hollandiában (Utrecht-Driebergen) töltött egy évet, ott kezdett rajzolni. Az egri Tanárképző Főiskolán szerzett rajzszakos diplomát 1964-ben. 
Az 1980-as évek elejétől az MTA Központi Fizikai Kutatóintézetben (lézertechnika) és a Budapesti Műszaki Egyetem Fizikai Intézetében (reflexiósholográfia), majd a MIT (Massachusetts Institute of Technology), CAVS Media Laboratoryban (Massachusetts Institute of Technology/Center for Advanced Visual Studies, Cambridge, USA, transzmissziós holográfia) képezte magát tovább. 
Az 1960-as évek közepétől induló magyarországi képzőművészeti avantgárd "újhullámának" egyik fő szervezője részben magyar, de leginkább külföldi ösztöndíjak segítségével. Számos magyar avantgárd kiállítást szervezett itthon és külföldön. 2011-ben a köztestületté vált Magyar Művészeti Akadémia egyik alelnökévé választotta.

## Munkássága
A kezdeti szürreális jellegű képeket követően az 1960-as évek közepétől festett fénnyel értelmezett plasztikus képeket (Üzenetek, Jelrácsok, Kalligráfiák, Monokróm képek). Első gesztusfestészeti alkotásait 1963-ban alkotta. A fémszínek és a plaszticitás meghatározóvá vált a munkákon. Az anyagstruktúrák sajátos rendezettsége és dinamikája foglalkoztatja az őskultúrák igézetét magában hordozó, a káosz és a rend határán megvalósuló festett reliefjein.
A hatvanas-hetvenes években a magyar avantgárd egyik fő szervezője (SZÜRENON, a magyar avantgárd lengyelországi kiállítás-sorozata, "R" kiállítás, balatonboglári kápolnatárlatok, jugoszláviai kiállítás sorozat stb.). Számos, ma már művészettörténeti jelentőségű tárlat szervezésével és alkotói tevékenységével nagymértékben hozzájárult egy olyan friss szellemű művészeti folyamat elindításához, melynek hatása máig tart.
Az 1970-es évek közepétől érdeklődése a lézer képi lehetőségei felé fordult. A KFKI támogatásával a koherens lézerfény képi lehetőségeit kutatja, társa a munkában Kroó Norbert (nemzetközi szabadalom 1980-ban). A Massachusetts Institute of Technology / CAVS fényművészeti munkássága alapján taggá választotta (USA). 1987-ben Soros ösztöndíjat kapott, amelynek segítségével Cambridge-ben és New Yorkban folytatta tovább kutatásait. Az 1990-es évek elején az Interscience Technology (Los Angeles) támogatását nyerte el.
A rendszerváltást követően a Szinyei Merse Pál Társaság elnöke, a MAOE elnöke, az NKA Képzőművészeti Szakkuratóriumának az elnöke, stb. Jelenleg a Nemzetközi Kepes Társaság elnöke. Mintegy 550 kiállításon vett részt, köztük olyan nemzetközileg kiemelkedő tárlatokon, mint a Párizsi Modern Művészeti Múzeum ELECTRA 83 című tárlata, melyen az elektromosság művészi újítóit mutatták be. A LICHT-BLICKÉN, melyen a holográfia, mint új művészeti médium jelentkezett – egyetlen meghívottként vett részt az ún. „Kelet-Európából” (Frankfurt, Filmmúzeum). Részt vett a „Light and Space” kiállításon a tallinni Kunshalléban – a Baltikum technikai művészeti seregszemléjén, a Magyar Nemzeti Galéria 1960-as éveket bemutató nagyszabású tárlatán, a Ludwig Múzeum Túl a művészeten című kiállításán, Koppenhágában a LUX EUROPAE 2002 című fényművészeti tárlaton, stb. Indiában a National Gallery of Modern Art hálózatában a nagyszabású kortárs magyar művészeti kiállítás főkurátora: „Az organikus formáktól a fényművészetig”. 2013–2014, Párizsban az UNESCO palotában (Miro I-II-III. terem) Hagyomány és lelemény címmel rendez kortárs magyar művészeti kiállítást.
Interdiszciplináris alapon nemzetközi fényszimpóziumokat szervezett (1993, 1996, 1999, 2001, 2003, 2005, 2007, 2010, 2015).
1997-ben monográfia jelent meg munkáiról (Hegyi Lóránt, Mezei Ottó, Takács Ferenc és mások: Csáji Attila; Körmendy Galéria kiadása, Budapest). 2009-ben Billenő idő címmel megjelennek esszéi, egyetemi előadásai. 2010-ben Time on the Tilt c. angol nyelvű könyv jelenik meg munkásságáról. Megszerkeszti a Nemzetközi Fényszimpóziumok kiadványait (1993-2015), a Petőfi Irodalmi Múzeumban konferenciát szervez (2017) az eltorzult kánonok, a lemaradás komplexus és trendek fetisizálásával kapcsolatban. Megszerkeszti A remény évei I. c. kötetet. 2019-ben A remény évei II. címmel konferenciát szervezett a Magyar Nemzeti Galériában.
Öt portréfilmet készítettek művészetéről.

## Kiállításai (válogatás)[6]

### Egyéni
- 1966 • Petri Galla Pál lakása, Budapest • G. '88, Róma
- 1967 • Dózsa György Művelődési Ház, Budapest, Rákosliget • Fiatal Művészek Klubja, Budapest • Salon od Nova, Poznań
- 1968 • Fényes Adolf Terem, Budapest
- 1970 • Budapesti Műszaki Egyetem Kollégium, Budapest
- 1971 • Lengyel Kulturális Központ, Budapest (Antony Zydronnnal)
- 1973 • Budapesti Műszaki Egyetem "E" épülete, Budapest
- 1974 • Egyetemi Színpad, Budapest
- 1975 • Galerie Umwelt, Stuttgart
- 1976 • Kassák Klub, Budapest
- 1977 • Magyar Nemzeti Galéria, Budapest • Debreceni Orvostudományi Egyetem Galéria, Debrecen
- 1978 • Kulturni Center Radnickog Univerziteta, Mali Likovni Salon, Újvidék • Horváth Endre Galéria, Balassagyarmat
- 1980 • Bástya Galéria, Budapest
- 1981 • Városi Művelődési Központ, Miskolc
- 1983 • Almássy téri Szabadidő Központ, Budapest
- 1984 • Magyar Nemzeti Galéria, Budapest • Liget Galéria, Budapest
- 1985 • Tornyai János Múzeum, Hódmezővásárhely • XXII. ker. Művelődési Központ, Budapest
- 1987 • Angyalföldi József Attila Művelődési Központ, Budapest • Sólyom László Művelődési Központ, Lenti
- 1988 • Harvard Kör, Brooklyn, Massachussets (USA) • Massachussetts Institute of Technology, Cambridge (USA) • Ruthwen Gallery, Lanchaster, Ohio (USA) • Műcsarnok, Budapest (gyűjteményes kiállítás katalógussal)
- 1989 • Somogyi Képtár, Kaposvár
- 1994 • Erdős Renée Ház, Budapest • Kápolna Galéria, Vörös Kápolna, Balatonboglár
- 1995 • Kőrösi Csoma Sándor Főiskola, Békéscsaba • Körmendi Galéria, Budapest • Művelődési Központ, Szigetvár
- 1997 • Východoslovenská g., Kassa
- 2007 • BTM Budapest Galéria, Budapest
- 2008 • Symbol Art Galéria, Budapest
- 2009 • Az organikus formáktól a holográfiáig – Csáji Attila jubileumi kiállítása, Kortárs Magyar Galéria – Vermes-villa, Dunaszerdahely, Szlovákia • „Újraálmodni a Leonardói álmot” (a lézerkép lehetőségeiről)- kiállítás és könyvbemutató, TiszaPart Mozi, Szolnok
- 2010 • Csáji Attila és Végh András festőművészek kiállítása, Klebelsberg Kultúrkúria, Budapest
- 2015 • Műcsarnok – "Fényút" című visszatekintő kiállítás 12 teremben
- 2015 Eger Nemzetközi Kepes Intézet – Csáji Attila állandó kiállítás

### Csoportos
- 1969 • Progresszív törekvésű festők és szobrászok kiállítása, József Attila Művelődési Ház, Budapest • Szürenon, Kassák Lajos Művelődési Ház, Budapest
- 1970 • Stúdió '70, Ernst Múzeum, Budapest • Wystawa Grupy Artystów Węgierskich, G. Arsenal, Poznań, Biuro Wystaw Artystycznych, Łódż, M. Pomorze Zachodniego, Szczecin (Lengyelország)
- 1971 • "R" kiállítás, Budapesti Műszaki Egyetem "R" klubja, Budapest • Anyag és forma a képzőművészetben, Tudományos Ismeretterjesztő Társulat Stúdió, Budapest • Stúdió '71, Ernst Múzeum, Budapest
- 1972 • Hungarian Art – The Twentieth Century Avant-Garde, Indiana University Art Museum (USA) • b 72. mladi umetnici iz budimpeste/ fiatal budapesti művészek, likovni salon tribine mladih, Újvidék, Jugoszlávia
- 1973 • Kopernikusz emlékkiállítás, Budapesti Műszaki Egyetem, Budapest • Aspekten van hedendaagse hongaarse kunst, G. Hooght Centrum, Utrecht • Modern Hungarian Art, Galerie Umwelt, Stuttgart • A Károlyi Mihály Alapítvány (Vence) magyar képzőművészeinek kiállítása, Károlyi-palota, Budapest • Stúdió '73, Budapest • Ernst Múzeum, Budapest
- 1976 • tér – jel – forma, Vegyipari Egyetem, Veszprém
- 1979 • Szürenon 1969-1979, Kassák Klub, Budapest
- 1983 • Új művészetért. 1960-1975, Móra Ferenc Múzeum, Bartók Béla Művelődési Központ, Szeged • ELECTRA '83, Musée de l'art Moderne de la Ville Paris, Párizs
- 1984 • Light-Blicke, Filmmúzeum, Frankfurt am Main (Német Szövetségi Köztársaság)
- 1985 • Holography in the Arts, Madrid
- 1987 • Régi és új avantgárd : 1967-1975 : a huszadik század magyar művészete, Csók Képtár, Székesfehérvár
- 1988 • Eropean Media Art Festival, Osnabrück, NSZK
- 1989 • Szimmetria és aszimmetria, Magyar Nemzeti Galéria, Budapest • Más-kép. Az experimentális fotográfia az elmúlt két évtizedben Magyarországon, Ernst Múzeum, Budapest
- 1991 • Hatvanas évek. Új törekvések a magyar képzőművészetben, Magyar Nemzeti Galéria, Budapest
- 1993: A magyar művészet századai a múzeumi gyűjtés tükrében. Új szerzemények a Magyar Nemzeti Galériában, Budapesten 1985-1992, Magyar Nemzeti Galéria, Budapest • Variációk a pop-artra – Fejezetek a magyar művészetből 1950-1990, Ernst Múzeum, Budapest
- 1994 • 1980-as évek – Képzőművészet, Ernst Múzeum, Budapest
- 1995 • Új szerzemények, Fővárosi Képtár, Budapest
- 1996 • I. Nemzetközi Fényszimpózium, Ifjúsági Ház Galéria, Eger • Szürenon 1969-96, Vigadó Galéria, Budapest
- 1996, 1997 • A művészeten túl/Jenseits von Kunst, Ludwig Múzeum – Kortárs Művészeti Múzeum, Budapest • Neue Galerie am Landesmuseum Joanneum, Graz (Ausztria)
- 1997 • Lengyel nyár-magyar ősz. Lengyel- magyar ellenzéki kapcsolatok 1956-1989 között, Budapesti Történeti Múzeum, Budapest • 114/7920 – Száztizennégy mű a hétezerkilencszázhúszból, Magyar Nemzeti Galéria, Budapest • Párbeszéd. Hamvas Béla és a képzőművészet, Szentendrei Képtár, Szentendre
- 1998 • A magyar neovantgárd első generációja 1965-1972, Szombathelyi Képtár, Szombathely
- 2005 • Harminchárman – Tízéves a Magyar Festők Társasága, Hilton Budapest West End, Budapest
- 2006 • Koncept Konceptualis.[7] Nemzeti Táncszínház Kerengő Galériája, Budapest • Faktúra – tapintásélmény a festészetben, Csepel Galéria Művészetek Háza, Budapest
- 2007 • A fény – Egry József születésének 125. évfordulója alkalmából rendezett csoportos kiállítás, Volksbank Zrt. Istenhegyi úti bankfiók Galériája, Budapest
- 2009 • Nemzetközi Kepes Társaság kiállítása, A22 Galéria, Budapest • Hommage Bauhaus 90,[8] A22 Galéria, Budapest
- 2010 • Kortárs Magángyűjtemények XV. – Válogatás Sáránszki Péter gyűjteményéből,[9] Godot Galéria, Budapest

## Lézerbemutatók (válogatás)
- 1980: Magyar Nemzeti Galéria, Budapest
- 1981: Finlandia Palota, Helsinki
- 1982: Bella Center, Koppenhága; Diósgyőri Vár, Diósgyőr
- 1983: Messepalast, Stuttgart

## Köztéri alkotásai (válogatás)
- Keresztforma (hegesztett, festett acéllemez, 1974, Dunaújváros, Szoborpark)
- Faszobor (1973, Pöstyén, Moravny Kastélypark)
- Szobor (alumínium, vas, fa, 1972, Zbąszyń, Lengyelország, Parkerdő)
- Lézer-szem (kiégett, 1983, Ferihegy II.).

## Művei közgyűjteményekben (válogatás)
- Magyar Nemzeti Galéria, Budapest
- Fővárosi Képtár, Budapest
- Ludwig Múzeum – Kortárs Művészeti Múzeum, Budapest
- Szent István Király Múzeum, Székesfehérvár
- Modern Képtár, Pécs
- Institute of Contemporary Arts, Kinshan, Szöul, Dél-Korea
- M.I.T. Gyűjtemény, Cambridge, USA
- Maitani Gyűjtemény, Orvieto, Olaszország
- Museum Pomorze, Koszalin, Lengyelország
- Nemzeti Múzeum, Poznań, Lengyelország
- Nemzeti Múzeum, Szczecin, Lengyelország
- Schöffer Gyűjtemény, Kalocsa
- Kozawa Gyűjtemény, Tokió, Japán
- Nemzetközi Modern Múzeum, Hajdúszoboszló
- Rozsnyói Múzeum, Rozsnyó, Szlovákia
- Csák-Körmendi Gyűjtemény, Sopron és Budapest
- Kortárs Magyar Múzeum, Dunaszerdahely, Szlovákia
- Székely Nemzeti Múzeum, Sepsiszentgyörgy, Románia
- Jodpuri maharadzsa gyűjtemény India
- Richardson Gyűjtemény, USA
- Brassói Múzeum, Brassó, Románia
- Kassai Múzeum, Kassa, Szlovákia
- KOGART Gyűjtemény, Budapest
- Müller Gyűjtemény, USA
- NGMA Bangalore india
- NGMA Delhi India
- NGMA Bombay India
- Modern Művészeti Múzeum, Lodz, Lengyelország

## Társasági tagság
- CAVS (Center for Advanced Visual Studies), MIT
- Magyar Művészeti Akadémia
- MAOE
- Nemzetközi Kepes Társaság
- Folyamat Társaság

## Kötetei
- Ifjú szívekben élek... Csáji Attila 23 rajza Ady Endre verseihez; Magvető, Budapest, 1977
- Csáji Attila; vál., szerk. Mezei Ottó; Körmendi Galéria, Budapest, 1997 (Körmendi Galéria Budapest sorozat)
- Csáji Attila. Budapest Kiállítóterem, 2007. december 7–2008. január 6.; kurátor Sulyok Mikós; Budapest Galéria, Budapest, 2007
- Billenő idő; Püski, Budapest, 2009
- From organic forms to light art. Selection from the contemporary Hungarian art by Attila Csáji; Hungarian Information and Cultural Centre, New Delhi, 2013
- Fényút. Műcsarnok, 2015. március 7–április 5.; kurátor Bán András, Haris László, Mayer Marianna; Műcsarnok, Budapest, 2015
- "A remény évei". A 60-as, 70-es évek művészete, értékrendek, lemaradáskomplexus. Konferencia a Petőfi Irodalmi Múzeum és Csáji Attila szervezésében, 2017. november 17-18.; Kepes Intézet, Eger, 2018
- Fények és színek. Tiszteletadás Nemcsics Antal festőművész-színkutatónak. Nemcsics Emlékház Színország Galéria; kiállító Csáji Attila, kurátor Nemcsics Ákos; Nemcsics Emlékház Színország Galéria, Budapest, 2020
- "A remény évei" II. A 60-as, 70-es évek művészete, értékrendek, lemaradás komplexus, gyűjtők. Konferencia a Magyar Nemzeti Galéria és Csáji Attila szervezésében, 2019. december 5-6.; Kepes Intézet, Eger, 2021
- Sorsferdítő idők. Feljegyzések és visszatekintés; Napkút, Budapest, 2021

## Ösztöndíjai (válogatás)
- Olasz ösztöndíj (Róma)
- B. W. A., Lengyel Képzőművészek Szövetségének ösztöndíja (1970, Poznań; 1971-1972, Zbaszyn)
- Csehszlovák Képzőművészek Szövetségének ösztöndíja, (1973, Moravany)
- A Károlyi Alapítvány ösztöndíja (1975)
- St.-Paul-de-Vence (Franciaország)
- Soros Alapítvány művészeti ösztöndíja (1987-1988, Boston, New York)

## Díjai, elismerései
- Munkácsy Mihály-díj (2009)
- Érdemes művész (2015)
- Prima díj (2015)
- Kiváló művész (2018)

## További Információk
- www.sztaki.hu
- Csáji Attila festmények, válogatás
- kepes.society.bme.hu